# 伦敦唐人街

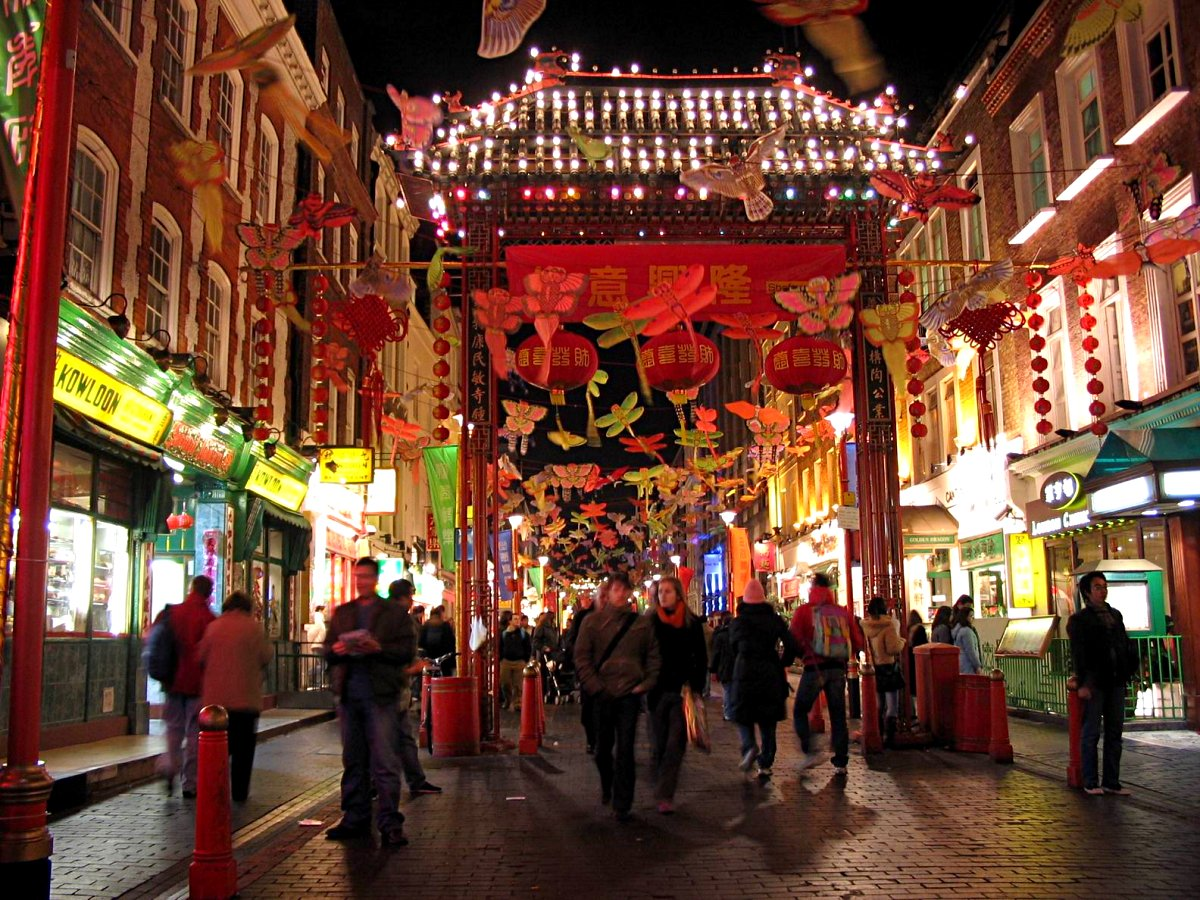
倫敦華埠大門

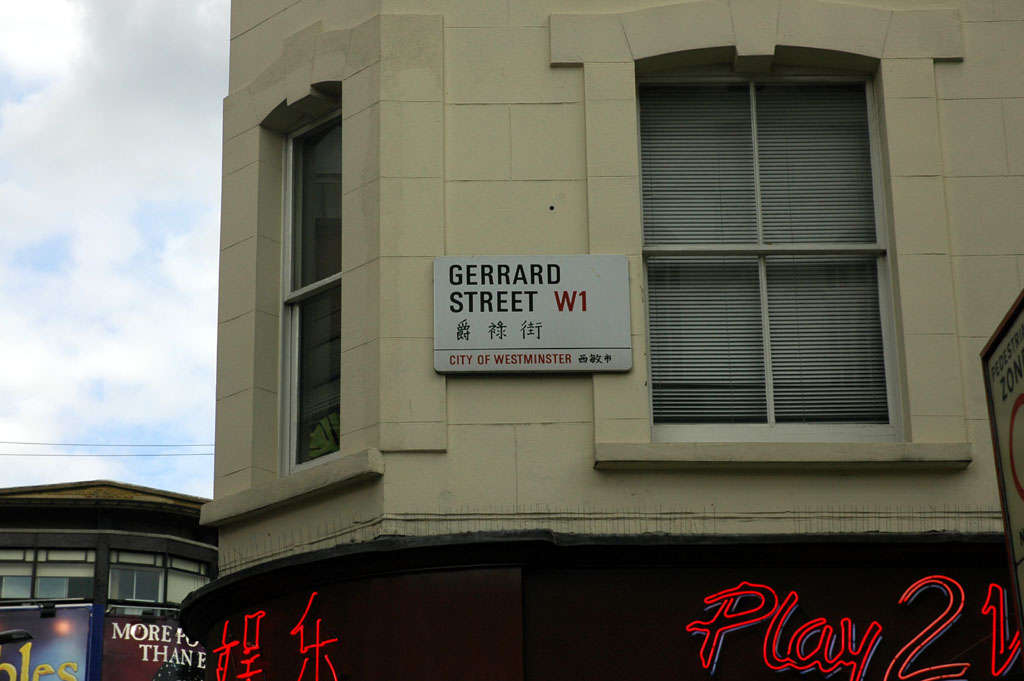
配合華人社群的聚居，華埠地區的街道標示也特別使用了英中對照的雙語設計

倫敦唐人街，或倫敦華埠，坐落于英國倫敦的（Soho），其中主要有中國餐館、中國商品店和紀念品店。

## 歷史
倫敦最早的華人聚居點是萊姆豪斯（Limehouse），早在1800年代初期，一些來自中國華南地區的勞工和水手就流落倫敦，在船廠區落戶。到了20世紀初，聚居於當地的越來越多的華人主要視鄰近船廠區的華裔水手為顧客。後來當地漸漸變得以合法鴉片煙館和貧民窟而出名。直到1934年，這一區域被拆卸，但現在這裡仍有少量華裔年長者居住。
二戰之後，隨著中國餐飲逐漸受歡迎以及香港移民的大批湧入，爵祿街一帶開始出現眾多中國餐館，一些從船廠區搬來的業主不斷向當地其他族裔頂讓商鋪，後來華人勢力逐漸占據了爵祿街一帶，開始被視作「唐人街」。不過倫敦唐人街至今沒有被官方認可的正式行政邊界。
1985年，倫敦政府正式承認“倫敦華埠”為唐人街社區。
2005年，大地産產商羅斯威爾決定重新開發唐人街東部地區，這一計畫遭到了很多當地華人商戶的反對，他們認為這一計劃將驅趕傳統中式商戶，削弱當地的人種特色。

## 居民
在華裔人口方面，除新興的福建省籍人士外，就以廣東省籍人士為大宗，當中最主要為香港新界原居民群體；在二戰前，香港居民自動擁有英國國籍，不少新界原居民因此到英國謀生，元朗鄧族和上水廖族也是倫敦華埠的主要勢力。除華人外，當地還居住有少量日本人和韓國人。據知，近年來有很多工資低于最低標準的非法勞工於唐人街工作，同時當地也有三合會成員在活動。2003年7月，就有一名男子在爵祿街的brb酒吧被兇手開槍打死。

## 發展
近年來，福建人大量湧入倫敦唐人街，使得從前香港人的勢力在逐漸被削弱。另一方面，唐人街地區的房租也在不斷上漲，據BBC報道，一名中餐館業者稱，他的餐館的租金由1980年的年租八千英鎊漲到2003年的九萬英鎊，漲幅達10.25倍。報導指這反映了業主看透華人經營生意的固定模式。

## 爵祿街
- 唐人街內的爵祿街曾經是朗尼·史葛創立的朗尼史葛爵士俱樂部原址所在[1]。

## 交通
最近的倫敦地鐵車站為李斯特廣場站和皮卡地里圓環站。

## 註腳
1. ↑  俱樂部歷史 （页面存档备份，存于） - 朗尼史葛爵士俱樂部, 2008年7月30日 索取 (英文)

## 有關電影作品
英倫琵琶